# Whitfieldia lateritia
Whitfieldia lateritia is een plantensoort uit de acanthusfamilie (Acanthaceae). Het is een struik en heeft rode of zalmkleurige bloemen in eindstandige behaarde trossen.
De soort komt voor in tropisch West-Afrika, van Guinee tot in Ivoorkust. Hij groeit in voornamelijk in vochtige tropische gebieden, vooral in de buurt van beekjes, in geulen of ravijnen, op hoogtes tussen 190 en 1010 meter boven zeeniveau.